# Dinastia conradina
A Dinastia conradina foi a dinastia reinante da Francônia, condes e duques do séculos VIII-IX, subindo ao poder primeiramente com o Duque Conrado, o Ancião e depois com seu filho o rei Conrado I da Germânia.

## História
A primeira menção dos Conradinos se deu em 832, com o Conde de Gebardo na região do Baixo Lahn. Seus filhos são mencionados em 861 como propinqui (parentes próximos) de Adalardo, o Senescal, servos de Luís, o Piedoso. Mas a ascensão do clã iniciou-se com Ota da Baviera, esposa de Arnulfo da Caríntia, membro da família. Tendo em vista a sua relação familiar com Ota, Conrado, o Ancião foi frequentemente referido como nepos (sobrinho, neto, descendente) do Imperador. Ele e seus irmãos, aparentemente, eram parentes próximos de Arnulfo que também foi fortemente apoiado nas lutas contra os Condes de Babemberga. Arnulfo, como recompensa, ajudou-os a ganhar territórios, além da extensão original do reino, no estado de Hesse, na Turíngia e as regiões Francas ao longo do rio Meno.
Depois da morte de Arnulfo, o Conradinos eram os únicos parentes de sangue do novo rei, Luís, a Criança e, portanto, família dominante no reino. O irmão de Conrado, Gebardo, tornou-se Duque da Lorena em 903. Em 906 Conrado, o Ancião, e seu filho Conrado, o Jovem derrotaram decisivamente seus rivais os condes de Babemberga na batalha de Fritzlar alcançando, assim, a supremacia sobre a Francônia. Conrado, o Ancião morreu na batalha, mas seu filho tornou-se duque da Francónia.
Cinco anos mais tarde, após a morte do último rei coroado da dinastia Carolíngia da Frância Oriental, em 911, Conrado foi eleito rei como Conrado I (ao invés de Carlos, o Simples, rei carolíngio da Frância Ocidental) terminando assim a dominação carolíngia nessa região.
Conrado I não tinha filhos. Tendo falhado largamente em proteger a unidade e a ordem do Império em face da obstinada resistência dos duques da Suábia, Baviera e Lorena, Conrado, em seu leito de morte em dezembro de 918, convenceu seu irmão Eberhard, marquês e, posteriormente, duque da Francônia, em abrir mão de qualquer aspiração a coroa para si e recomendar para os nobres francos a eleição do poderoso duque da Saxônia, Henrique, o Passarinheiro (Henrique I da Germânia), como o próximo rei, a fim de assegurar a unidade entre as tribos germânicas e preservar o Império. Eberardo honrou o pedido, e Henrique foi eleito no Reichstag de Fritzlar em 919.
Com isso, o Conradinos regrediram para o status de príncipes locais. Eberhard, irmão de Conrado, o novo duque da Francônia, manteve-se fiel ao novo rei (Saxão) Henrique, e por um tempo (926-928), conseguiu manter em ordem o conturbado Ducado da Lorena. No entanto, quando o filho de Henrique Otto, o Grande, tornou-se rei e imperador, Eberhard imprudentemente se juntou a Arnulfo da Baviera e Thankmar, filho de Henrique do seu primeiro casamento, em uma rebelião que terminou com derrota e morte de Eberhard na batalha de Andernach em 939 e na perca familiar do ducado da francônia.
Em 982 a família temporariamente recuperou o ducado da Suábia, que tinham herdado em 926 para posteriormente perderem novamente, mas eles o possuíram até 1012. Em 1036, o último conde Conradino morreu e a família (da linha masculina) se extinguiu

## Genealogia

### Linha mais velha
Gebardo, Conde de Lahngau (m. 879)
1. Udão, Conde de Lahngau
  1. Conrado, Duque da Turíngia (d. 906)
    1. Conrado I da Germânia (d. 918), Duque de Franconia de 906, primeiro Rei Germânico do 911
    2. Eberardo (c. 885 – 939), Duque de Nuremberg, a partir de 918
    3. Otão (d. após 918), Conde de Ruhrgau

  2. Eberardo (d. cerca de 903), Conde de Niederlahngau
    1. Conrado Curzboldo (d. 948), Conde de Niederlahngau
    2. Gebardo (d. após 947), Conde de Ufgau
    3. Eberardo (d. 944), Conde de Bona
    4. uma filha, casada Werner, Conde de Nahegau, progenitor da dinastia saliana

  3. Gebardo, Duque de Lorraine (d. 910)
    1. Hermano I, Duque da Suábia (d. 949)
    2. Odão (d. 949), Conde de Wetterau, casou com Cunigunda, filha de Herbert I, Conde de Vermandois
      1. Heriberto, Conde de Wetterau (925-992)
        1. Ermentruda (972-1015), casou com o Conde Frederico de Luxemburgo
        2. Otão de Hammerstein (975-1036), Conde de Zutphen, casou com Ermengarda, filha de Godofredo I, Conde de Verdun

  4. Rodolfo (d. 908), Bispo de Vurzburgo
2. Valdo, o Abade de St. Maximino em Tréveris 868/879
3. Bertulfo, Arcebispo de Tréveris, a partir de 869 até 883
4. Berengário (d. depois de 879), Conde de Hessengau
  1. Ota, esposa de Arnulfo da Caríntia

### Linha mais jovem
Conrad I, Duque da Suábia (d. 997), também Kuno de Öhningen, descendente incerto, provavelmente, um neto do Conde Gebardo no Ufgau; casado com Richlint, um descendente da real dinastia otoniana
1. Hermano II da Suábia (d. 1003), casado com Gerberga, filha do Rei Conrado de Borgonha
  1. Matilda (988-1032), casado com Conrado I, Duque da Caríntia, segundo Frederico II, Duque da Alta Lorena.
  2. Gisela (989-1043), casado com Brun I, Conde de Brunswick, segundo Ernest I, Duque da Suábia, em terceiro lugar Conrado II, sacro Imperador Romano
  3. Beatriz (d. depois de 1025), casado com Adalbero, Duque de Caríntia
  4. Hermano III, Duque da Suábia (d. 1012)
2. uma filha (?), casada com o grão-príncipe Vladimir I de Quieve